# Ruta 9 (Bolivia)

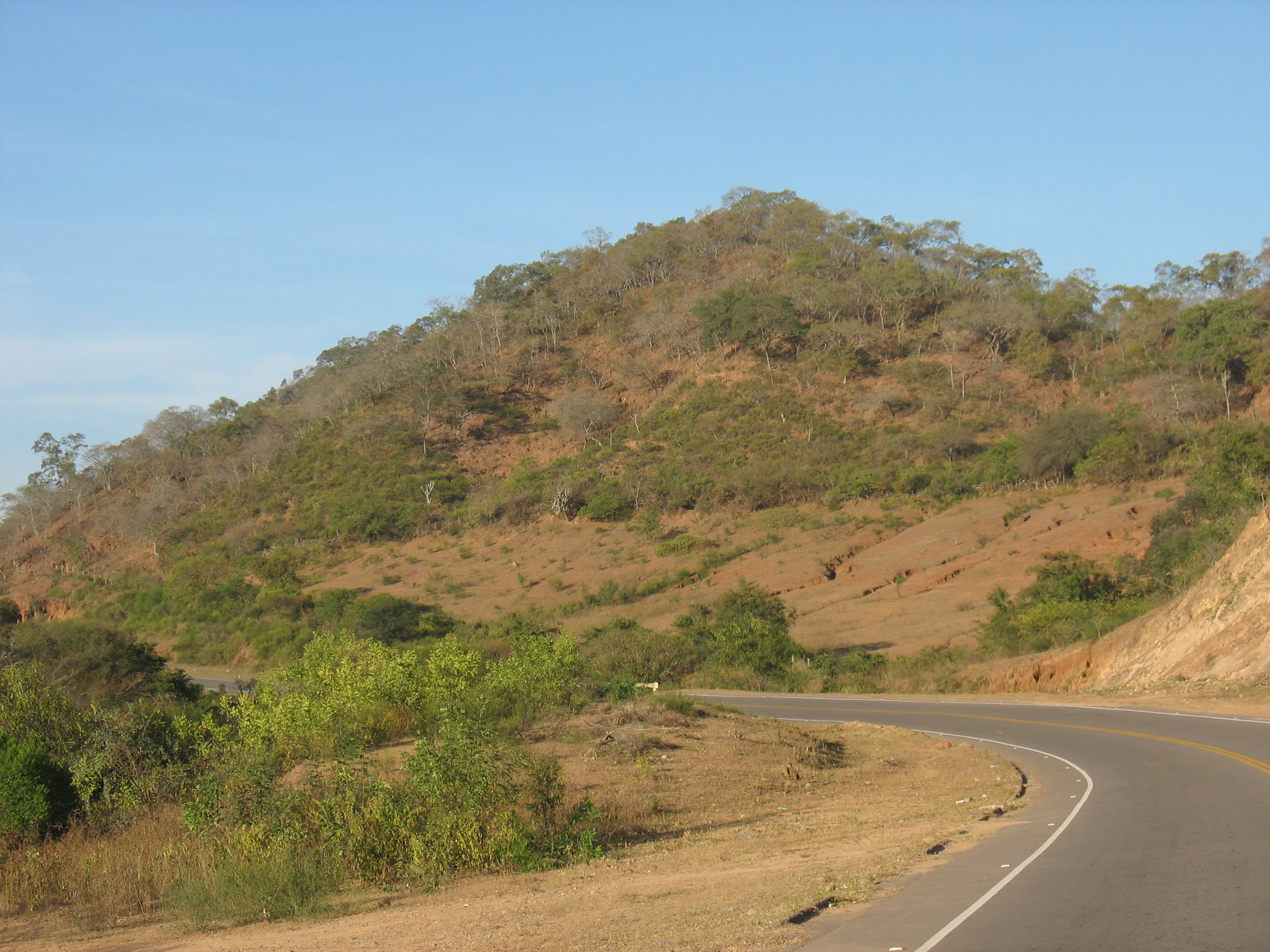
Vista de la Ruta Nacional 9 pasando por el Chaco boliviano.

La Ruta 9 es una carretera interdepartamental de Bolivia que discurre entre la frontera con Argentina, en Yacuiba, Departamento de Tarija, y termina en la localidad de Puerto Ustárez en la bifurcación este, o en la ciudad de Guayaramerín en la bifurcación oeste, ambos en el Departamento del Beni.
Casi toda la ruta está pavimentada, solo el tramo Trinidad - Puerto Ustárez está ripiado, pero se encuentra en ejecución su pavimentación, ya que forma parte del "Corredor bioceánico norte".

## Ciudades

### Departamento de Tarija
- Yacuiba
- Campo Pajoso
- Villa Montes

### Departamento de Chuquisaca
- Macharetí

### Departamento de Santa Cruz
- Boyuibe
- Camiri
- Ipati
- Ipitá
- Abapó
- Santa Cruz de la Sierra
- Pailón
- Los Troncos
- San Julián
- San Ramón
- Yotaú
- Ascensión de Guarayos
- Sta. María

### Departamento del Beni
- Puente San Pablo

- Villa Banzer
- Casarabe
- Trinidad
- San Javier
- San Ramón
- San Joaquín
- Moroña
- Puerto Ustárez
- Puerto Siles/Río Matucaré
- Paraíso
- Las Abras
- Principio de Monte
- Guayaramerín